# 富塔萊烏富河

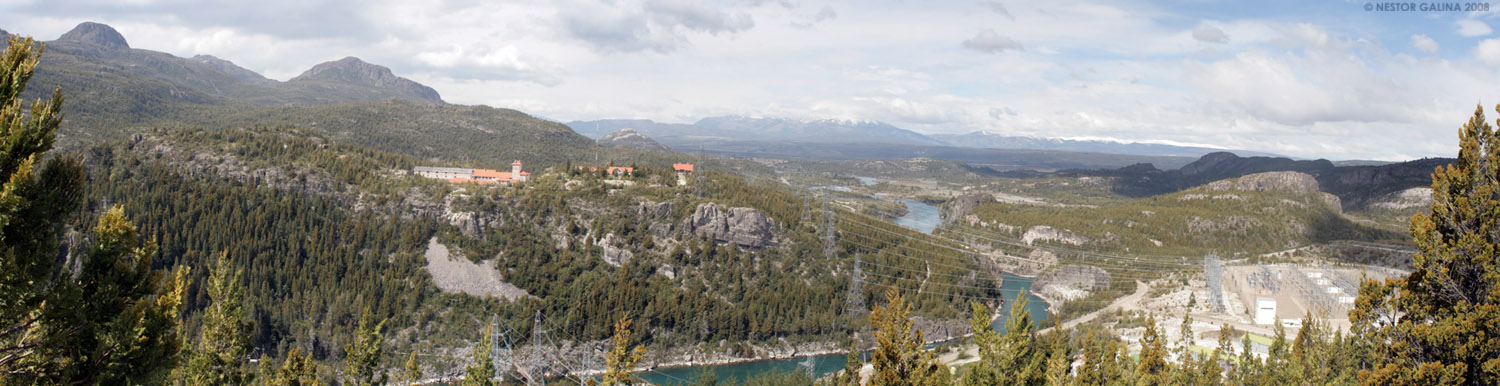
富塔萊烏富河

富塔萊烏富河（西班牙語：Río Futaleufú）是南美洲的河流，位於巴塔哥尼亞地區，流經阿根廷和智利，河道全長246公里，流域面積6,929平方公里，發源自安第斯山脈。